# شانق (دلیجان)
شانق (دلیجان)، روستایی از توابع بخش مرکزی شهرستان دلیجان در استان مرکزی ایران است.
اين روستا در گذشته جمعيت زيادي داشته ولي به خاطر پديده کوچ همه به تهران كوچ كرده و در حال حاضر جمعيت مقيم زيادي دارد و از ديگر عوامل كوچ جمعيت خشكسالي بوده است.

## آثار تاریخی

### حمام سنتی
حمام سنتی شانق در دوره قاجاریه احداث شد و درسال 1398 هجری شمسی مورد مرمت و بازسازی قرار گرفت.

### قلعه حسین خان
قلعه حسین خان ملک مسکونی حسین خان که خان روستا بوده ودر سال ۱۳۷۳ فوت نموده است.
قلعه ایشان به دلیل عدم رسیدگی به خرابه ای تبدیل شده است.

## جمعیت
این روستا در دهستان هستیجان قرار دارد و براساس سرشماری مرکز آمار ایران در سال ۱۳۸۵، جمعیت آن ۹۱ نفر (۲۸خانوار) بوده‌است.